# ミナミトビハゼ
ミナミトビハゼ Periophthalmus argentilineatus はハゼ科の魚類。トビハゼに似ており、同様に泥の表面をはい回り、また尾を使ってよく飛び跳ねる。日本では琉球列島に分布する。

## 特徴
トビハゼにごく似た魚で、姿はハゼの標準的な形だが顔や胸びれの様子が両生類を思わせる。体長は9cmほど。頭部では両眼が背面の上に突出しており、驚いたときなどはその下にあるくぼみに収納される。その様子はまるで瞬きをするように見える。その際に下眼瞼（かがんげ）という半透明で半月型の膜が下目蓋のように振る舞う。胸びれは基部が太くて長く、先端の軟条部が横向きにつき、まるで前足のように動かせる。背鰭は前後に分かれ、第1背鰭の前は先端が突出し、その縁に沿って暗い帯が出る。

## 分布
日本では琉球列島の奄美大島以南に見られる。国外では西太平洋の熱帯と亜熱帯域に広く知られる。

## 生息環境
海岸の泥湿地、特に淡水の影響のあるところに生息する。河口のマングローブ帯に多いが、海岸や汽水性の湿地にも見られ、まれに淡水域に出現することもある。礫のあるところやコンクリート護岸に出現することもあるが、その場合はその付近に泥質の干潟がある場合に限られる。

## 習性
動物食性。上記のような環境において陸上に見られることが多い。ゆっくり移動するときには身体をまっすぐに伸ばし、左右の胸びれを同時に掻いて這うように進む。驚いたときには胸びれは使わず、体を「つ」の字型に大きく曲げ、それを強く振り出して跳躍する。1回で1mほど跳躍することが出来、またそれを連続して行うことが出来る。満潮時には水面上の岩や木の根本などに登って休息し、干潮時には餌の多い干潟を活発に這い回る。
雄は干潟に巣穴を掘り、そこに雌を誘導する。巣穴の奥には産卵室があり、ここには空気が運び込まれる。卵はこの部屋の壁の上、空気にさらされた泥壁上に産卵される。卵は空気の中で発生を進める。これは酸素の少ない干潟の地中で発生する卵の生存率を上げるためとも考えられる。仔魚は孵化後すぐに巣から出て周囲の海域に分散すると思われる。

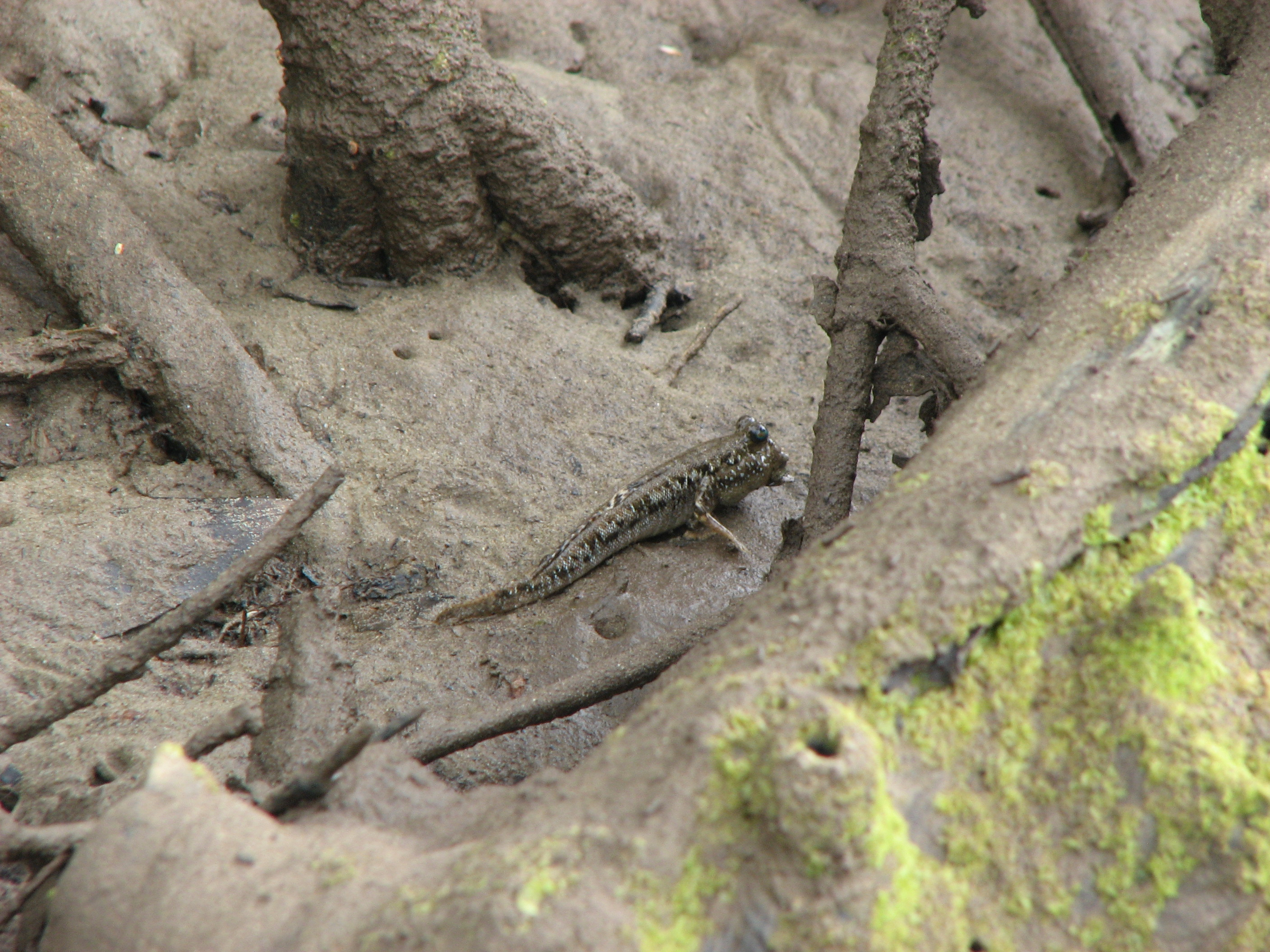
マングローブの根元を這う（西表島）
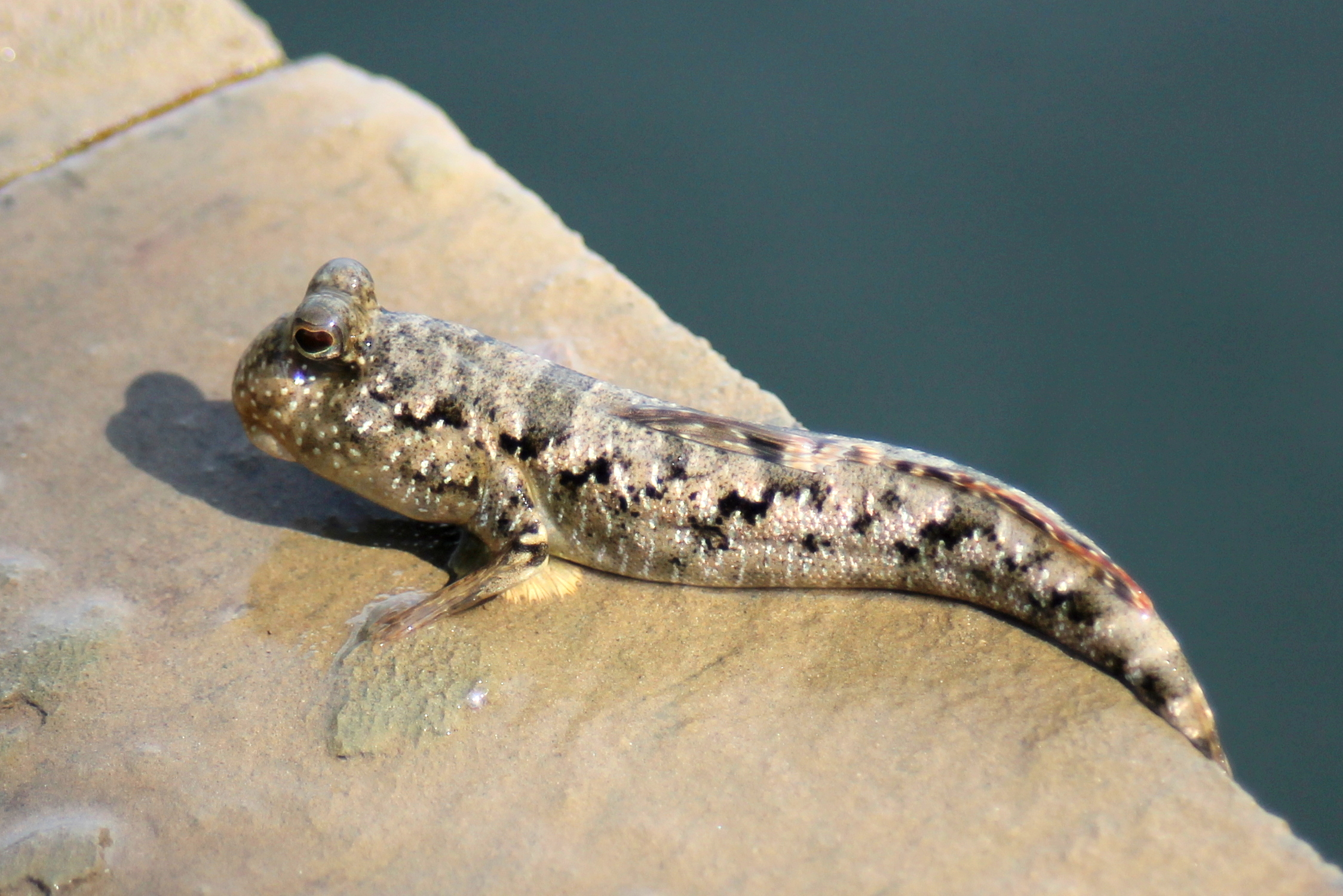
コンクリート壁(？)に登ったところ
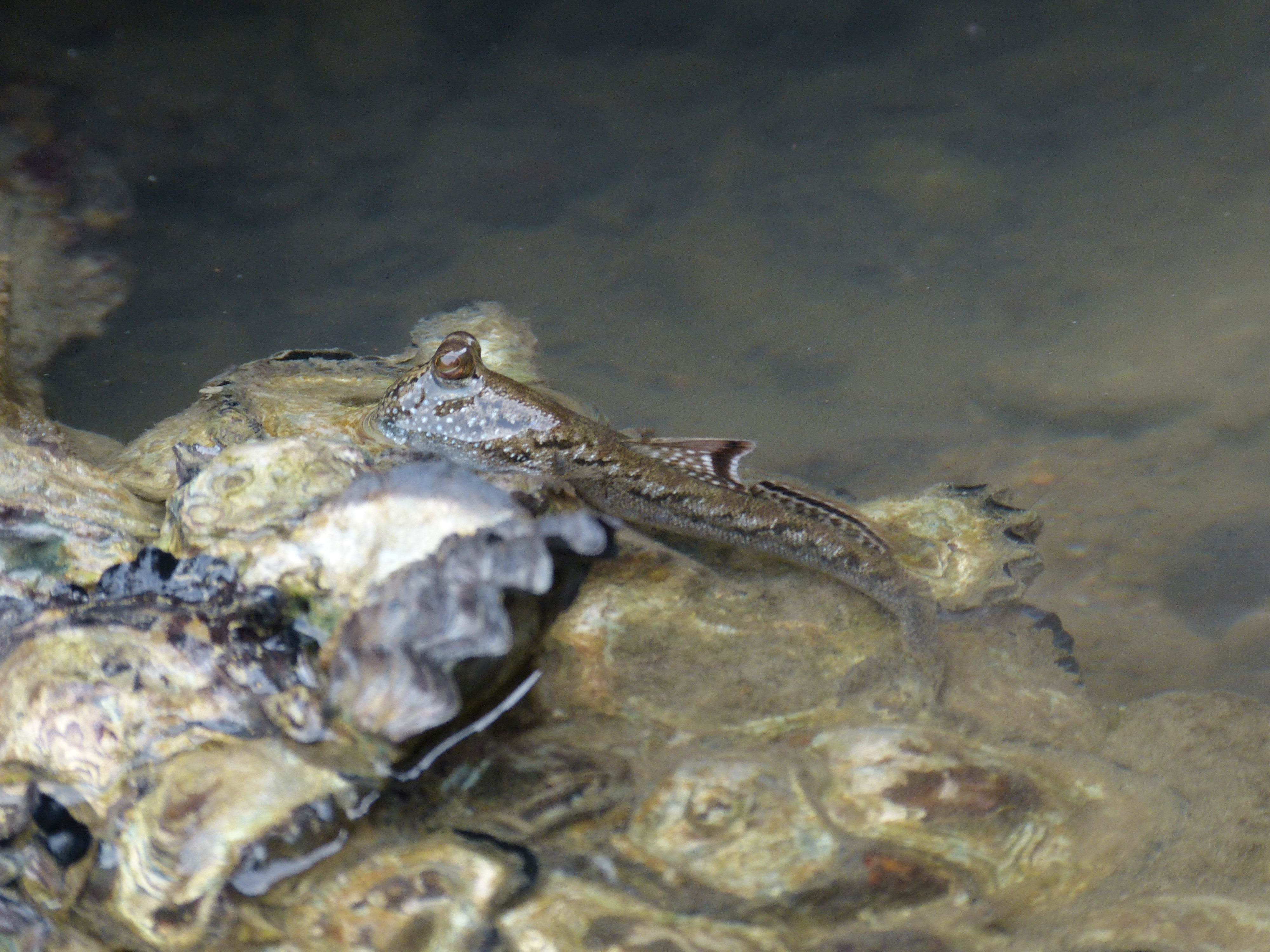
海岸の岩の上に顔を出す 背びれの形が見える

## 近似種

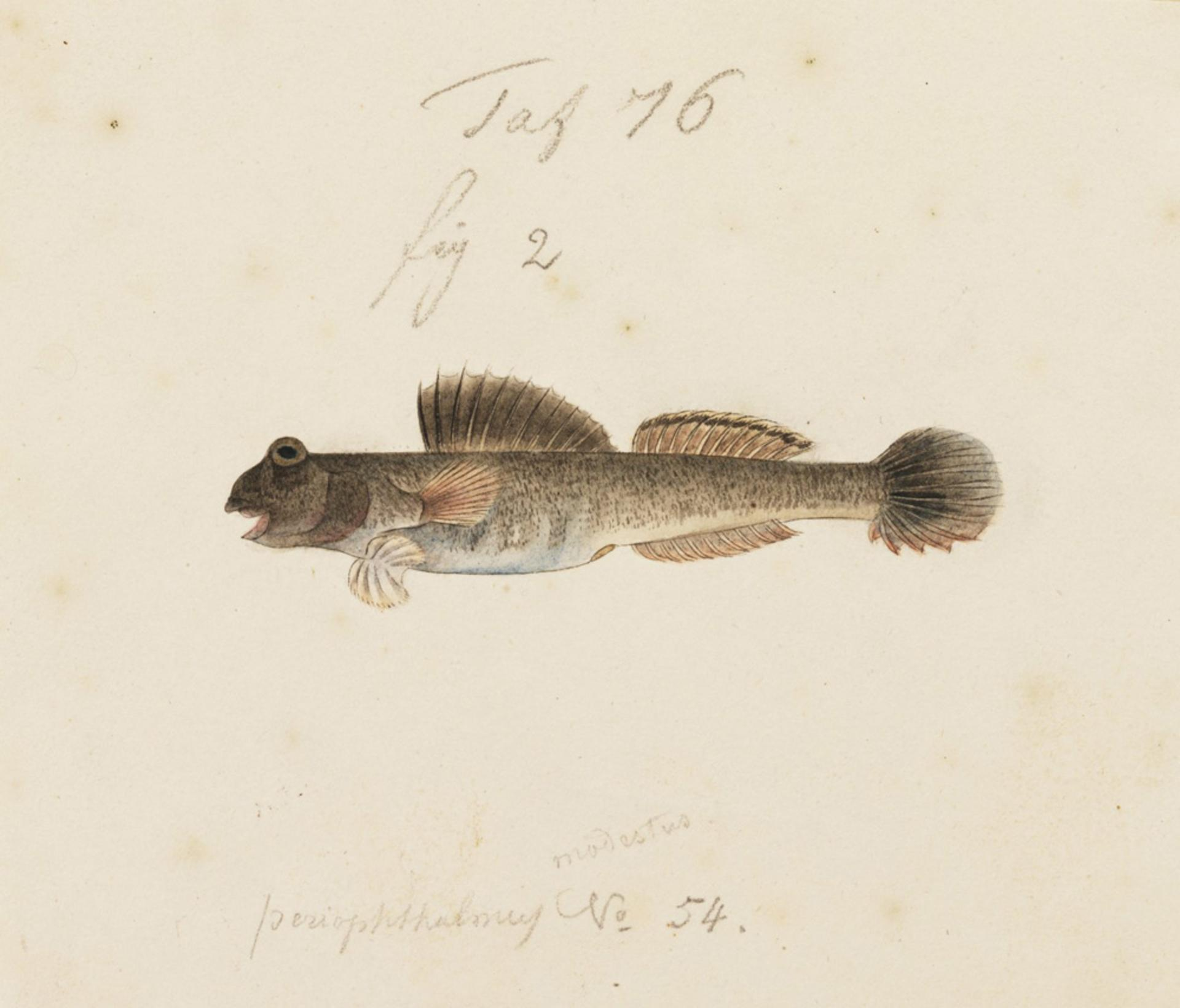
トビハゼ（図版）
背びれの形の違いが明確

日本本土に見られるトビハゼ P. modestus は同属であり、外見的にもよく似ている。違いとしては本種は第1背鰭の先端が突出すること、その縁に暗色部があることが挙げられる。また吸盤となる左右の腹びれがこの種では膜蓋と癒合膜によって繋がっているのに対して、本種ではそのように繋がっていない点も区別点である。
分布の点では本種が奄美大島以南であるのに対し、この種は沖縄本島以北に分布する。沖縄本島などでは両種ともに見られる。ただし沖縄では主に見られるのは本種であり、トビハゼは分布域こそあちこちにあるものの範囲は限られており、個体数も少ない。
なお蒲原(1980)ではトビハゼは P. cantonensis であり、その分布は日本から南太平洋に渡るとされており、本種も区別されていなかったようである。

## 利用
沖縄では食用とされたこともあるようだが重視されるものではない。それ以上に海岸の愛嬌者として親しまれている。方言名はトントンミーである。例えば創作であるが絵本『とんとんみーときじむなー』ではキジムナーの友としてトントンミーが描かれ、同時にそれが食用にされる場面がある。まぶい組編(1989)でも沖縄県民にある程度共通する幼い頃の思い出としてこれを追いかけ回して泥まみれになる話が取り上げられている。焼き物でも箸置きの意匠などに用いられている。
プレサンスコーポレーションのオカヤドカリが踊るコマーシャルに出てくるのはミナミトビハゼである。